# Coppa delle Nazioni Juniors UCI 2013
La Coppa delle Nazioni Juniors UCI 2013 fu la sesta edizione della competizione organizzata dalla Unione Ciclistica Internazionale, riservata agli atleti di meno di 19 anni. Comprendeva dodici gare ed era riservata alle squadre nazionali.

## Calendario
| Data               | Gara                                           | Vincitore                | Vincitore (Nazioni) | Leader (Nazioni) |
| ------------------ | ---------------------------------------------- | ------------------------ | ------------------- | ---------------- |
| 10 novembre 2012   | Campionati africani-Prova in linea Junior      | Abderrahmane Bechlagheme | Algeria             | Algeria          |
| 15 marzo           | Campionati asiatici-Prova in linea Junior      | Yerlan Pernebekov        | Kazakistan          | Kazakistan       |
| 7 aprile           | Paris-Roubaix Juniors                          | Mads Pedersen            | Belgio              | Belgio           |
| 19-21 aprile       | Kroz Istru                                     | Tao Geoghegan Hart       | Francia             | Francia          |
| 2-5 maggio         | Course de la Paix Juniors                      | Mads Pedersen            | Danimarca           | Danimarca        |
| 30 maggio-2 giugno | Trofeo Karlsberg                               | Mads Pedersen            | Danimarca           | Danimarca        |
| 6-7 luglio         | Grand Prix Général Patton                      | Christoffer Lisson       | Danimarca           | Danimarca        |
| 14 luglio          | Campionati panamericani-Prova in linea Junior  | Eduardo Estrada          | Colombia            | Danimarca        |
| 20 luglio          | Campionati europei-Prova in linea Junior       | Franck Bonnamour         | Francia             | Danimarca        |
| 3-4 agosto         | Trophée Centre Morbihan                        | Mathieu van der Poel     | Francia             | Francia          |
| 24 settembre       | Campionati del mondo-Prova a cronometro Junior | Igor Decraene            | Stati Uniti         | Francia          |
| 28 settembre       | Campionati del mondo-Prova in linea Junior     | Mathieu van der Poel     | Paesi Bassi         | Francia          |

## Classifica
Risultati finali.
| Pos. | Nazione       | Punti |
| ---- | ------------- | ----- |
| 1    | Francia       | 278   |
| 2    | Danimarca     | 258   |
| 3    | Paesi Bassi   | 203   |
| 4    | Belgio        | 183   |
| 5    | Gran Bretagna | 181   |
| 6    | Stati Uniti   | 119   |
| 7    | Italia        | 114   |
| 8    | Russia        | 90    |
| 9    | Norvegia      | 86    |
| 10   | Austria       | 77    |